# The Ultimate Fighter: The Smashes
O The Ultimate Fighter: The Smashes ou The Ultimate Fighter: Austrália vs. Reino Unido é a segunda temporada internacional do reality show do Ultimate Fighting Championship. Este foi o segundo TUF filmado fora de Las Vegas, Nevada (o primeiro foi o The Ultimate Fighter: Brasil), e será composto em 13 episódios com um final ao vivo na Austrália. A final é esperada para ocorrer no UFC on FX: Sotiropoulos vs. Pearson. 
A série foi anunciada em Maio de 2012. O nome The Smashes foi uma ironia a rivalidade de 130 anos de críquete entre a Inglaterra e a Austrália, chamados de The Ashes. As lutas eliminatórias ocorreram em Junho de 2012. A temporada contém lutadores do Peso Meio Médio e Peso Leve. 
Em 12 de julho de 2012 Dana White anunciou que os técnicos seriam Ross Pearson e George Sotiropoulos. 

## Elenco

### Treinadores
Equipe Austrália
- George Sotiropoulos, Treinador principal
- Nick Kara
- Charles Blanchard
- Leonard Gabriel Jr.
- Nathan Coy

 Equipe Reino Unido
- Ross Pearson, Treinador principal
- Dean Amasinger
- Jimmy Harbison
- Jason Soares
- Erin Beach

### Lutadores
Equipe Austrália
- Meio Médios
  - Benny Alloway, Xavier Lucas, Manny Rodriguez (substituído por James Vainikolo devido a lesão) e Robert Whittaker.

- Leves
  - Grant Blecker, Patrick Iodice, Richie Vaculik e Ben Wall.

 Equipe Reino Unido
- Meio Médios
  - Luke Newman, Bola Omoyele, Valentino Petrescu e Brad Scott

- Leves
  - Colin Fletcher, Norman Parke, Michael Pastou (substituído por Brendan Loughnane devido a lesão) e Mike Wilkinson.

## Chaves do Torneio dos Meio Médios
|  | Quartas de final   | Quartas de final |                 |     | Semifinais | Semifinais |  |  | Finale | Finale |
|  |                    |                  |                 |     |            |            |  |  |        |        |
|  |                    |                  |                 |     |            |            |  |  |        |        |
|  |                    |                  |                 |     |            |            |  |  |        |        |
|  | Benny Alloway      | TKO              |                 |     |            |            |  |  |        |        |
|  | Benny Alloway      | TKO              |                 |     |            |            |  |  |        |        |
|  | Valentino Petrescu | 2                |                 |     |            |            |  |  |        |        |
|  | Valentino Petrescu | 2                | Benny Alloway   | 2   |            |            |  |  |        |        |
|  |                    |                  | Benny Alloway   | 2   |            |            |  |  |        |        |
|  |                    | Brad Scott       | DD              |     |            |            |  |  |        |        |
|  | Brad Scott         | Brad Scott       | DD              | DU  |            |            |  |  |        |        |
|  | Brad Scott         |                  |                 | DU  |            |            |  |  |        |        |
|  | Xavier Lucas       | 2                |                 |     |            |            |  |  |        |        |
|  | Xavier Lucas       | 2                | Brad Scott      | 3   |            |            |  |  |        |        |
|  |                    |                  | Brad Scott      | 3   |            |            |  |  |        |        |
|  |                    | Robert Wittaker  | DU              |     |            |            |  |  |        |        |
|  | Robert Whittaker   | Robert Wittaker  | DU              | KO  |            |            |  |  |        |        |
|  | Robert Whittaker   |                  |                 | KO  |            |            |  |  |        |        |
|  | Luke Newman        | 1                |                 |     |            |            |  |  |        |        |
|  | Luke Newman        | 1                | Robert Wittaker | KO  |            |            |  |  |        |        |
|  |                    |                  | Robert Wittaker | KO  |            |            |  |  |        |        |
|  |                    | Xavier Lucas     | 1               |     |            |            |  |  |        |        |
|  | Manny Rodriguez *  | Xavier Lucas     | 1               | FIN |            |            |  |  |        |        |
|  | Manny Rodriguez *  |                  |                 | FIN |            |            |  |  |        |        |
|  | Bola Omoyele       | 1                |                 |     |            |            |  |  |        |        |
|  | Bola Omoyele       | 1                |                 |     |            |            |  |  |        |        |

*  James Vainikolo lutaria com Xavier Lucas por uma vaga na próxima rodada para substituir Manny Rodriguez lesionado. Vainikolo não pesou por isso Lucas avançou para as semifinais.

## Chaves do Torneio dos Leves
|  | Quartas de final  | Quartas de final |                |     | Semifinais | Semifinais |  |  | Finale | Finale |
|  |                   |                  |                |     |            |            |  |  |        |        |
|  |                   |                  |                |     |            |            |  |  |        |        |
|  |                   |                  |                |     |            |            |  |  |        |        |
|  | Norman Parke      | DU               |                |     |            |            |  |  |        |        |
|  | Norman Parke      | DU               |                |     |            |            |  |  |        |        |
|  | Richie Vaculik    | 2                |                |     |            |            |  |  |        |        |
|  | Richie Vaculik    | 2                | Norman Parke   | DU  |            |            |  |  |        |        |
|  |                   |                  | Norman Parke   | DU  |            |            |  |  |        |        |
|  |                   | Brendan Loughane | 3              |     |            |            |  |  |        |        |
|  | Brendan Loughnane | Brendan Loughane | 3              | DU  |            |            |  |  |        |        |
|  | Brendan Loughnane |                  |                | DU  |            |            |  |  |        |        |
|  | Patrick Iodice    | 2                |                |     |            |            |  |  |        |        |
|  | Patrick Iodice    | 2                | Norman Parke   | DU  |            |            |  |  |        |        |
|  |                   |                  | Norman Parke   | DU  |            |            |  |  |        |        |
|  |                   | Colin Fletcher   | 3              |     |            |            |  |  |        |        |
|  | Colin Fletcher    | Colin Fletcher   | 3              | DU  |            |            |  |  |        |        |
|  | Colin Fletcher    |                  |                | DU  |            |            |  |  |        |        |
|  | Ben Wall          | 2                |                |     |            |            |  |  |        |        |
|  | Ben Wall          | 2                | Colin Fletcher | FIN |            |            |  |  |        |        |
|  |                   |                  | Colin Fletcher | FIN |            |            |  |  |        |        |
|  |                   | Richie Vaculik   | 2              |     |            |            |  |  |        |        |
|  | Grant Blackler    | Richie Vaculik   | 2              | 1   |            |            |  |  |        |        |
|  | Grant Blackler    |                  |                | 1   |            |            |  |  |        |        |
|  | Mike Wilkinson    | FIN              |                |     |            |            |  |  |        |        |
|  | Mike Wilkinson    | FIN              |                |     |            |            |  |  |        |        |

*Mike Wilkinson se machucou no treino e foi substituído pelo australiano Richie Vaculik.
| Austrália   |  | Equipe Austrália    |
| Reino Unido |  | Equipe Reino Unido  |
| DU          |  | Decisão Unânime     |
| DM          |  | Decisão Majoritária |
| DD          |  | Decisão Dividida    |
| FIN         |  | Finalização         |
| (T)KO       |  | (Técnico)Nocaute    |

## Bônus da Temporada
- Luta da Temporada:  Brad Scott vs.  Benny Allowaw
- Nocaute da Temporada:  Robert Whittaker (vs. Luke Newman)
- Finalização da Temporada:  Colin Fletcher (vs. Richie Vaculik)

## Finale
As finais das duas categorias disputadas na casa e o confronto entre os técnicos é esperada para acontecer no dia 14 de Dezembro de 2012 no UFC on FX: Sotiropoulos vs. Pearson na Austrália.